# Anne-Rose Lindner
Anne-Rose Lindner (* 24. Februar 1990 in Wriezen) ist eine ehemalige deutsche Fußballspielerin. Die Stürmerin spielte zuletzt in der Verbandsliga Berlin für Blau-Weiss Hohenschönhausen.

## Karriere
Aus der Nachwuchsmannschaft des 1. FFC Turbine Potsdam und mit der B-Jugendmannschaft 2005 als Deutscher Juniorinnen-Meister hervorgegangen, rückte Lindner zur Saison 2007/08 in die Zweite Mannschaft auf, die in der 2. Bundesliga Nord vertreten war. 
In der Saison 2009/10 kam sie für die Erste Mannschaft in zehn Punktspielen der Bundesliga zum Einsatz. Ihr Bundesligadebüt gab sie am 4. Oktober 2010 (3. Spieltag) bei der 0:3-Niederlage im Heimspiel gegen den VfL Wolfsburg mit Einwechslung für Florence Okoe in der 61. Minute. Nachdem der Liganeuling die Spielklasse nicht halten konnte, bestritt sie alle 22 Punktspiele in der 2. Bundesliga Nord und erzielte sieben Tore. Auch aus dieser Spielklasse stieg sie mit ihrer Mannschaft ab und bestritt erneut 22 Punktspiele in der drittklassigen Regionalliga Nord, in der sie ihre Toranzahl verdoppeln konnte.
Anschließend gehörte sie von Juli bis Dezember den Potsdamer Kickers in der Landesliga Brandenburg an.
Von 2014 bis 2016 spielte sie für den Berliner Verbandsligisten Blau-Weiss Hohenschönhausen, für den sie ebenso viele Tore schoss wie sie Spiele bestritt.

## Erfolge
- Deutscher B-Juniorinnen-Meister 2005